# 534 км
534 км — разъезд в Таштагольском районе Кемеровской области. Входит в состав Каларского сельского поселения.

## История
17 декабря 2004 года в соответствии с Законом Кемеровской области № 104-ОЗ посёлок разъезда вошёл в состав образованного Каларского сельского поселения.

## География
Центральная часть населённого пункта расположена на высоте 378 метров над уровнем моря.

## Население
| 2010 |
| ---- |
| 13   |

Гендерный состав
По данным Всероссийской переписи населения 2010 года, в разъезде 534 км проживает 13 человек (9 мужчин, 4 женщины).

## Инфраструктура
Путевое хозяйство железной дороги Юрга-Таштагол.

## Транспорт
Платформа 534 км на линии Юрга-Таштагол. С 2024 года- Станционная.